# أوين بلاندل
أوين بلاندل (بالإنجليزية: Owen Blundell)‏ هو مغني أسترالي، ولد في 22 مارس 1960.

## وصلات خارجية
- أوين بلاندل على موقع ميوزك برينز (الإنجليزية)
- أوين بلاندل على موقع ديسكوغز (الإنجليزية)